# St. Petrus in Ketten (Haslach)

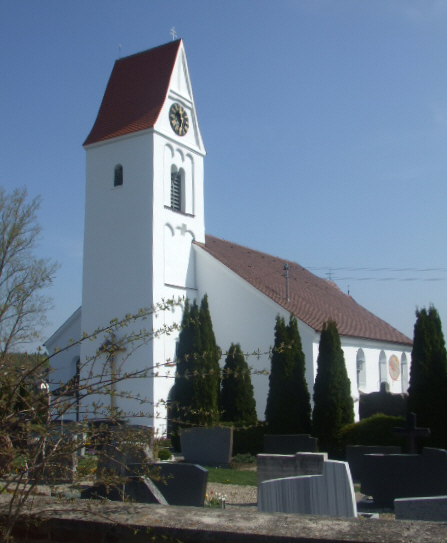
St. Petrus in Ketten

St. Petrus in Ketten ist die Pfarrkirche der Gemeinde Haslach, eines Teilorts von Rot an der Rot im Landkreis Biberach in Oberschwaben. Schutzpatron der Kirche ist der Heilige Petrus. Der Zusatz in Ketten bezieht sich auf eine Erzählung aus der Apostelgeschichte. Die heutige Gemeinde ist Bestandteil der Seelsorgeeinheit 2 Rot-Iller im Dekanat Biberach.

## Lage
Kirche und Pfarrhaus befinden sich ungefähr in der Ortsmitte neben dem Gemeindezentrum mit Rathaus und Feuerwehrhaus. Das Pfarrhaus ist in drei Kehren über einen Kreuzweg mit Ölberggruppe und Lourdesgrotte mit der etwa fünfzig Meter darüber liegenden Kirche verbunden.
Die Anlage mit der Kirche ist von einer hüfthohen Mauer umfriedet, innerhalb derer sich auch der Friedhof der kirchlichen Gemeinde und das Ehrenmal für die Gefallenen der beiden Weltkriege befinden.

## Geschichte
Aus dem Jahr 1262 findet sich eine erste Erwähnung einer Kirche im Tal der Haslach, allerdings ohne nähere Lageangabe. Das Prämonstratenserkloster Mönchsroth inkorporierte die Pfarrei Haslach 1350. Im Jahre 1381 wurde Konrad Fruenbis, ein ehemaliger Leibeigener aus Haslach, Abt von Mönchsroth. Damals gab es auf dem Gebiet der Ortschaft nur 24 Wohnplätze. Im Jahre 1441 wurde auf Veranlassung von Abt Martin Hesser die gegenwärtige Pfarrkirche erbaut.
1703 wurde ein wundertätiges Gnadenbild, die nickende Madonna, am Mühlgatter aufgefunden und in der Kirche aufgestellt. Im Jahr 1711 barockisierte man die Kirche nach Art der Haidgauer Kapelle. Abt Hermann Vogler ließ 1714 das Pfarr- und Messnerhaus in der Form eines Schlösschens mit vier Erkertürmen unterhalb der Kirche erbauen. 1741 baute man den Bachweg von Haslach nach Rot zu einer befestigten Straße aus. 1760 rief Abt Mauritius Moritz die Barbarabruderschaft in der Gemeinde ins Leben. Von 1779 bis 1781 war der spätere und letzte Abt von Rot Nikolaus Betscher als Pfarrer in Haslach tätig. Im Nachlauf der Truppenbewegungen um die Schlacht bei Ostrach wurde Haslach 1799 von französischen Plünderern heimgesucht und verwüstet. 1803 wurde das Dorf von Reichsgraf Ludwig von Wartenberg in Besitz genommen. Von ihm übernahm sein Neffe Graf zu Erbach-Erbach die Gemeinde, nahm den Titel Graf zu Erbach-Erbach und Wartenberg-Roth an und verkaufte den Ort samt seinen Untertanen 1844 an das Königreich Württemberg. Das Adelshaus übte aber das Kirchenpatronatsrecht bis 1918 aus. 1889 wurde der heutige Chor angefügt.
1914 wurde die Kirche an das Stromnetz angeschlossen. Trotz angespannter wirtschaftlicher Lage wurde 1923 das Kirchenschiff erweitert. Im ideologisch schwierigen Umfeld der Hitlerzeit erfolgte 1937 eine erneute Erweiterung der Kirche mit Konsekration durch Bischof Joannes Baptista Sproll. 1942 wurden die drei Glocken für Kriegszwecke beschlagnahmt. Schon im Verlauf des Jahres 1949 erwarb die Gemeinde vier neue Glocken. 1950 wurde eine Heizung in die Kirche eingebaut. 1961 war die Investitur des langjährigen Pfarrers Josef Heiß und Weihe der 53 Zentner schweren Josefsglocke. 1988 starb Pfarrer Heiß, der bis zu diesem Zeitpunkt ohne Volksaltar die Heilige Messe zelebrierte.
Am 27. Oktober 1991 wurden nach aufwendigen Umbauten, Anbauten und Erneuerungen Volksaltar und Ambo des Bildhauers Tagwerker aus Leinfelden-Echterdingen geweiht.

## Bauwerk und Ausstattung

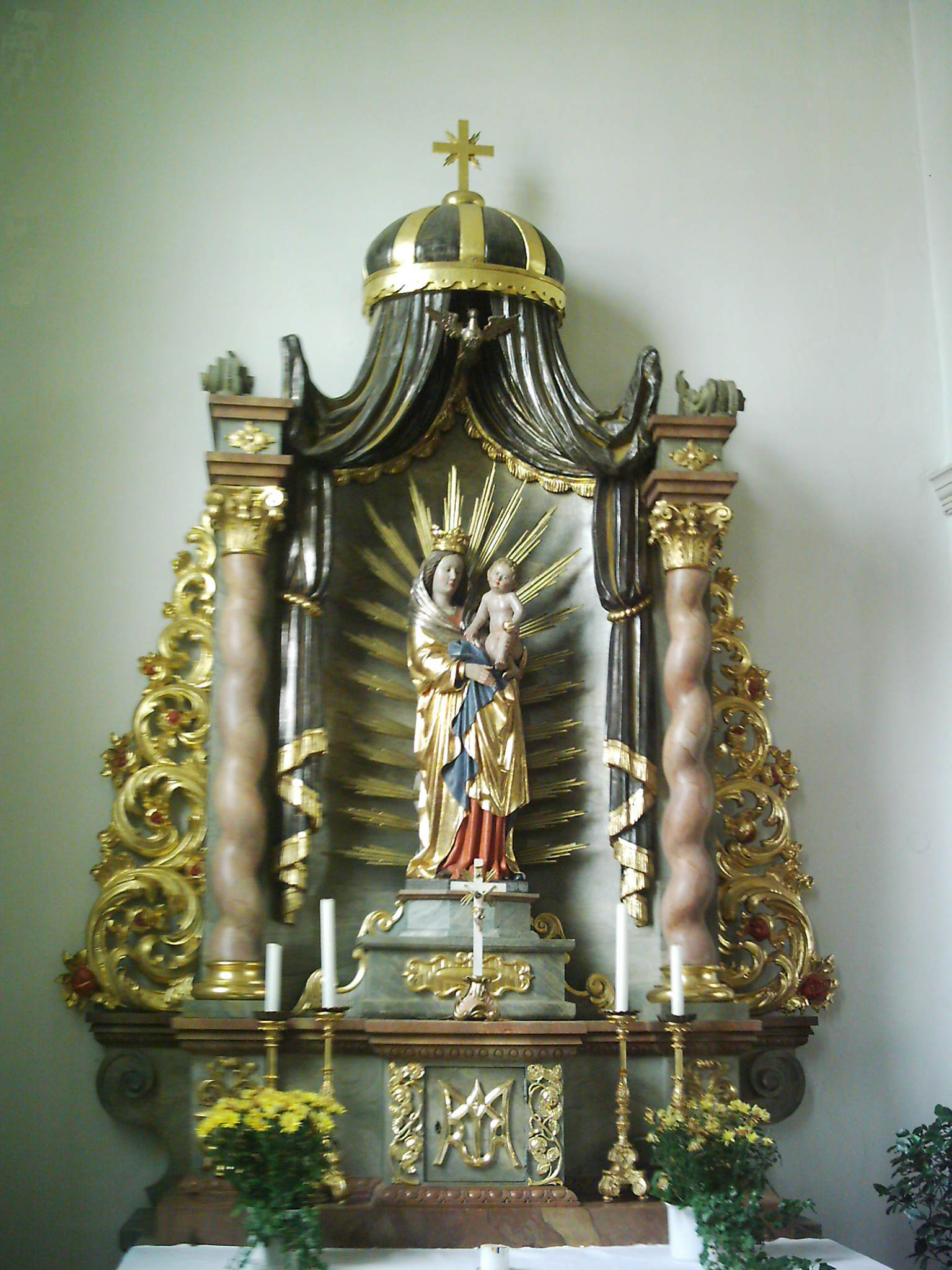
Maria mit Jesuskind

Die Kirche hat einen gotischen biberschwanzgedeckten Westturm mit vier Glocken, zwei Schallöffnungen und einer Uhr mit zwei Zifferblättern. Das Hochaltarbild stammt von Andreas Brugger und zeigt Mariä Aufnahme in den Himmel. Hochaltar und Kanzel stammen aus der Zeit des Barock. Die Kanzel im Langhaus auf der linken Seite ist über einen Aufgang von außen zu erreichen.
Ambo und Volksaltar stammen aus dem Jahre 1991. Der Bildhauer Gerhard Tagwerker aus Leinfelden-Echterdingen hat sich bei der Gestaltung an einer Bibelstelle des Evangelisten Johannes (21,1-14) orientiert, in der erzählt wird, wie der auferstandene Jesus seinen Jüngern am See von Tiberias erscheint und ihnen zu reichem Fischfang verhilft.
Die Kirche hat eine Decke mit denkmalgeschützten Holztafeln in Stuckrahmen, eine Marienstatue aus dem Jahre 1460 und an den Wänden Apostelstatuen aus dem 18. Jahrhundert. Im Chor befindet sich beidseitig ein Chorgestühl. Der Taufstein ist vor dem rechten Seitenaltar. Beidseitig im Langhaus ist je ein Beichtstuhl. Die Kirche hat eine Empore mit einer Orgel, die über den Turm erreichbar ist. Die Orgel wurde im Jahre 1869 bei Tiberius Hecht in Spaichingen erworben. Ein zweiter älterer Taufstein befindet sich im Eingangsbereich.
Außen an der Kirche befindet sich eine kleine Marmortafel mit der Inschrift Andenken an Vinzenz Lendle Veteran 1812/1813 R*J*P – requiescat in pace oder Ruhe in Frieden. An der Südwand der Kirche ist eine Sonnenuhr angebracht.

## Ehrenmal

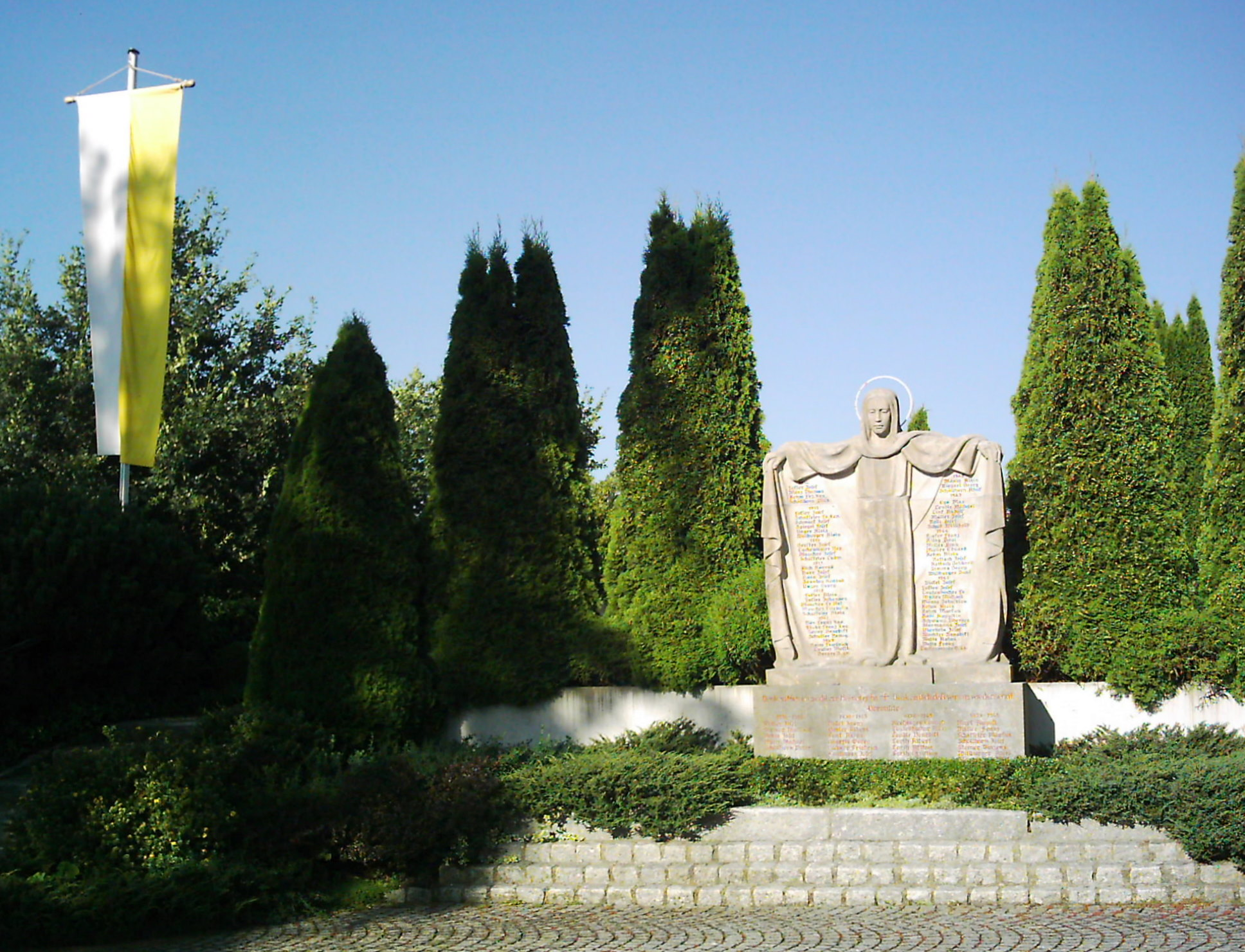
Kriegerdenkmal

Im südwestlichen Teil des Friedhofes befindet sich das Ehrenmal für die 22 gefallenen Söhne des Ortes im Ersten Weltkrieg und die 47 gefallenen Soldaten im Zweiten Weltkrieg. Es wurde in den 1950er Jahren fertig gestellt. Den Mittelpunkt der Gedenkstätte bildet eine schlichte ca. 2,5 m hohe aus hellgrauem Stein gehauene Jesusfigur. Christus, der Erlöser, breitet seine Arme aus. Sein Blick ist nach unten gewandt. Auf seinem herabhängenden Gewand und auf dem Denkmalsockel sind die Namen der gefallenen Soldaten, sortiert nach ihren Todesjahren, eingraviert. Die Gedenkstätte mahnt zum Frieden in der Welt.